# Victoria Hall (Hamilton)
Pour les articles homonymes, voir Victoria Hall.
Victoria Hall est un bâtiment situé à Hamilton, 68 King Street East.
Il a été reconnu lieu historique national du Canada en 1995.

## Description
C'est un immeuble commercial de 3 étages construit à la fin du XIXe siècle, situé en face du parc Gore dans le centre-ville de Hamilton. La façade métallique est entièrement décorée à la main. L'architecte est  William Stewart. C'est un exemple de façade en tôle les mieux construites et la plus ancienne conservée au Canada.

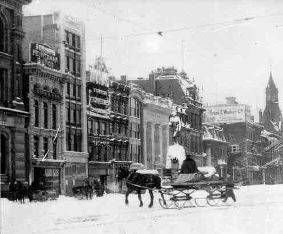
Victoria Hall sous la neige